# Mario Massa
Pour les articles homonymes, voir Massa.
Mario Massa, né le 2 janvier 1897 à Foggia et mort le 1er janvier 1973 à Milan, est un écrivain, scénariste, et réalisateur de cinéma italien. Il est lauréat en 1935 du prix Viareggio pour son roman Un uomo solo.

## Biographie
Journaliste et écrivain, Mario Massa commence à travailler pour le cinéma à la fin des années 1930, en écrivant des scénarios des films comiques et des comédies sentimentales, avant de réaliser son premier film Vietato ai minorenni (it) avec l'aide de Domenico Gambino.

## Publications
- 1935 : Uomo solo, éditions Circoli – prix Viareggio (ex-aequo avec Stefano Landi pour Il muro di casa)

## Filmographie
Comme scénariste
- Il signore a doppio petto de Flavio Calzavara (1941)
- Con le donne non si scherza de Giorgio Simonelli (1941)
- Un marito per il mese di aprile de Giorgio Simonelli (1941)
- A che servono questi quattrini? de Esodo Pratelli (1942)
- La moglie in castigo de Leo Menardi (1943)
- La figlia del mendicante de Carlo Campogalliani (1949)
- Abracadabra de Max Neufeld (1952)
- Er fattaccio de Riccardo Moschino (1952)

Comme réalisateur (et scénariste)
- 1944 : Vietato ai minorenni (it)

Comme acteur
- 1951 : Virginité (Verginità) de Leonardo De Mitri